# Stewart McSweyn
Stewart McSweyn (né le 1er juin 1995) est un athlète australien, spécialiste du 1 500 mètres.  

## Biographie
Entre 2020 et 2021, il bat les records d'Océanie du 1 500 m, du mile et du 3 000 m.
Il participe à deux épreuves lors des championnats du monde d'athlétisme 2019. Demi-finaliste de l'épreuve du 1 500 m, il atteint la finale  de l'épreuve du 5 000 mètres et se classe 12e.
Il se qualifie pour la finale des Jeux olympiques d'été de 2020, à Tokyo.

## Palmarès
| Date | Compétition           | Lieu     | Résultat | Épreuve | Performance    |
| ---- | --------------------- | -------- | -------- | ------- | -------------- |
| 2019 | Championnats du monde | Doha     | 12e      | 5000 m  |                |
| 2021 | Jeux olympiques       | Tokyo    | 7e       | 1 500 m | 3 min 31 s 91  |
| 2022 | Championnats du monde | Eugene   | 9e       | 1 500 m | 3 min 33 s 24  |
| 2023 | Championnats du monde | Budapest | 13e      | 5 000 m | 13 min 26 s 58 |
| 2024 | Jeux olympiques       | Paris    | 18e      | 5 000 m | 13 min 31 s 38 |

## Records
| Épreuve | Temps              | Lieu        | Date              |
| ------- | ------------------ | ----------- | ----------------- |
| 1 500 m | 3 min 29 s 51      | Monaco      | 9 juillet 2021    |
| Mile    | 3 min 48 s 37      | Oslo        | 1er juillet 2021  |
| 2 000 m | 4 min 48 s 77 (AR) | Bruxelles   | 8 septembre 2023  |
| 3 000 m | 7 min 28 s 02 (AR) | Rome        | 17 septembre 2020 |
| 5 000 m | 12 min 56 s 07     | Los Angeles | 17 mai 2024       |